# Chupaderos, Chihuahua
Chupaderos är en ort i Mexiko.   Den ligger i kommunen Cuauhtémoc och delstaten Chihuahua, i den nordvästra delen av landet, 1 300 km nordväst om huvudstaden Mexico City. Chupaderos ligger 2 157 meter över havet och antalet invånare är 135.
Terrängen runt Chupaderos är platt österut, men västerut är den kuperad. Runt Chupaderos är det mycket glesbefolkat, med 3 invånare per kvadratkilometer. Närmaste större samhälle är Granjas el Venado, 19,7 km söder om Chupaderos. Omgivningarna runt Chupaderos är i huvudsak ett öppet busklandskap.